# Mistrzostwa Europy w Podnoszeniu Ciężarów 1911 (1)
Mistrzostwa Europy w Podnoszeniu Ciężarów 1911 (1) – 14. edycja mistrzostw europy w podnoszeniu ciężarów, która odbyła się 13 października 1911 w Budapeszcie (Austro-Węgry/Królestwo Węgier). Startowali tylko mężczyźni w 2 kategoriach wagowych.

## Medaliści
| Kategoria: | Złoto:          | Wynik  | Srebro:           | Wynik  | Brąz:                 | Wynik  |
| 80 kg      | / Franz Komarek | 300 kg | / Karl Swoboda II | 280 kg | / Bela Erödy          | 269 kg |
| + 80 kg    | / Edmund Danzer | 330 kg | / Josef Grafl     | 310 kg | / Vincent Fleischmann | 306 kg |

## Klasyfikacja medalowa
| Miejsce | Reprezentacja                    | Złoto | Srebro | Brąz | Razem |
| 1.      | / Austro-Węgry/Cesarstwo Austrii | 2     | 2      | 1    | 5     |
| 2.      | / Austro-Węgry/Królestwo Węgier  | 0     | 0      | 1    | 1     |